# Autoroute A30 (Pays-Bas)
Pour les articles homonymes, voir A30.
L'autoroute néerlandaise A30  (en néerlandais Rijksweg 30) est une autoroute des Pays-Bas.

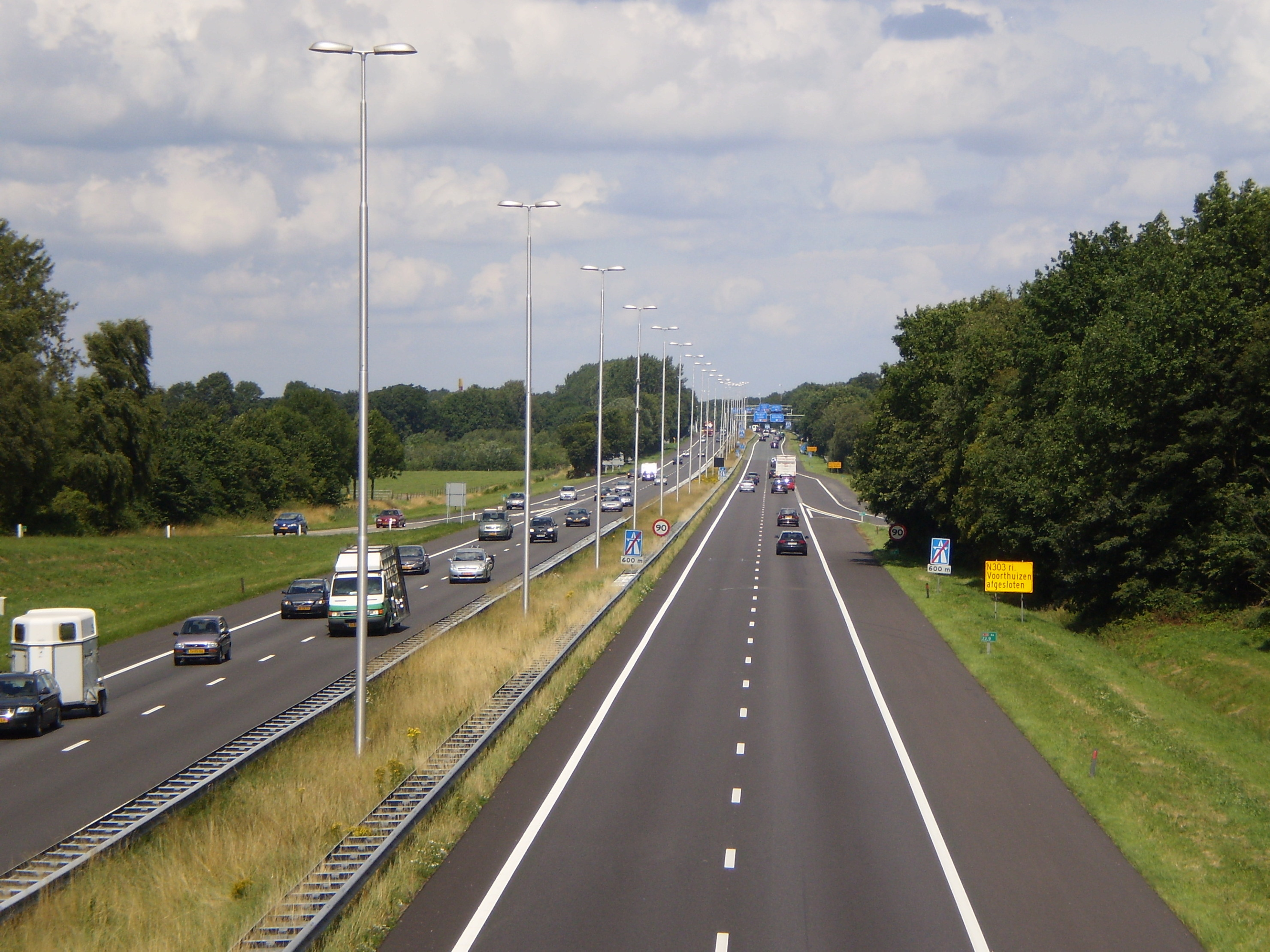
A30 près de Barneveld vers le nord

L'autoroute 30 s'étend sur 18 km entre Barneveld et Ede, dans la province du Gueldre. Elle relie l'A1 (sortie 15 Barneveld) à l'A12 (échangeur de Maanderbroek).
L'A30 a été précédée par une route provinciale (S1, puis N30), qui reliait l'A1 à la nationale N224. Par la suite, on a construit un tronçon autoroutier entre Barneveld et Lunteren. À partir de 2001, le tronçon restant de la N30 fut mis aux normes autoroutières et on a prolongé l'autoroute entre la N224 et l'A12. La nouvelle section de l'autoroute fut ouverte à la circulation le 12 juillet 2004.
L'autoroute A30 compte cinq sorties, une aire de repos et deux stations-services.

## Source
- (nl) Cet article est partiellement ou en totalité issu de l’article de Wikipédia en néerlandais intitulé « Rijksweg 30 » (voir la liste des auteurs).